# Veigné
 Veigné  es una población y comuna francesa, situada en la región de  Centro, departamento de Indre y Loira, en el distrito de Tours y cantón de Montbazon.

## Demografía
| 1891 | 2420 | 3616 | 4199 | 4520 | 5474 |
| Para los censos de 1962 a 1999 la población legal corresponde a la población sin duplicidades (Fuente: INSEE [Consultar]) |      |      |      |      |      |